# Волковское (муниципальный округ)
Во́лковское — муниципальный округ в составе Фрунзенского района Санкт-Петербурга.
Округ имеет свою символику — герб, знак и флаг. Волк, элемент герба — символ реки Волковки.
К историческим памятникам округа относятся Воскресенская церковь, основанная в XVIII веке, ДК Железнодорожников (бывший Лиговский народный дом графини Паниной) — XIX век, мемориал «Литераторские мостки» — XIX век.

## Границы округа
- от оси Обводного канала в юго-восточном направлении по железнодорожному мосту и по западной стороне полосы отвода Московского направления железной дороги до улицы Белы Куна
- по оси улицы Белы Куна до Будапештской улицы
- по оси Будапештской улицы до улицы Фучика
- по оси улицы Фучика до западной стороны полосы отвода Витебского направления железной дороги
- на север по западной стороне полосы отвода Витебского направления железной дороги до Боровой улицы
- на запад по оси Боровой улицы до Рыбинской улицы
- на север по оси Рыбинской улицы и Рузовского моста до оси Обводного канала
- по оси Обводного канала до железнодорожного моста (до западной стороны полосы отвода Московского направления железной дороги).

## Население
| 2002    | 2010    | 2012    | 2013    | 2014    | 2015    | 2016    |
| ------- | ------- | ------- | ------- | ------- | ------- | ------- |
| 60 082  | ↘59 277 | ↗59 673 | ↘59 638 | ↗59 776 | ↗60 014 | ↘59 789 |
| 2017    | 2018    | 2019    | 2020    | 2021    | 2023    |         |
| ↗59 863 | ↘59 248 | ↘58 382 | ↘57 207 | ↗61 449 | ↘61 246 |         |